# Saleys
Le Saleys  (ou Saleis) /salɛjs/ est une rivière du département les Pyrénées-Atlantiques dans la région Nouvelle-Aquitaine et un affluent droit du gave d'Oloron en provenance de Salies-de-Béarn.

## Géographie
Situé entre l'arrec Héuré et l'arriou de Sordes, le Saleys naît derrière Camptort et s'écoule au nord-ouest traversant Salies-de-Béarn. Il conflue dans le gave à Cassaber. Il est long de 48,7 km.

### Communes traversées
Dans le seul département des Pyrénées-Atlantiques, le Saleys traverse treize communes, de l'amont vers l'aval, de Ogenne-Camptort (source), Navarrenx, Vielleségure, Bastanès, Bugnein, Audaux, Castetbon, Loubieng, Ozenx-Montestrucq, Orion, L'Hôpital-d'Orion, Salies-de-Béarn à Carresse-Cassaber (confluence).
Soit en termes de cantons, le Saleys prend source dans le canton de Navarrenx, traverse le canton de Lagor, le canton de Sauveterre-de-Béarn, et conflue dans le canton de Salies-de-Béarn, le tout dans l'arrondissement d'Oloron-Sainte-Marie et l'arrondissement de Pau.

## Étymologie
Le nom du Saleys semble lié à celui de Salies. Il n'en est probablement rien. Si Salies tire son nom de ses salines (le bassin d’eau salée du Bayaà), le Saleys conserve un nom dérivé d'un vieil hydronyme pyrénéen *sal-. On peut le rapprocher du verbe gascon salejà 'remuer', 's'agiter'.

## Principaux affluents
- (G) l'Arriou grand, de Castetbon
- (G) Le Beigmau d'Orion.